# John o' Groats
John o' Groats (en gaélique Taigh Iain Ghròt) est un village du nord des Highlands, en Écosse. John o' Groats est connu pour être le point extrême nord-est de l'île de Grande-Bretagne et est distant de Land's End (à l’extrême sud-ouest) d'environ 1 400 km, ce qui est la plus grande distance entre deux lieux habités en Grande-Bretagne.
Le port du village est le point de départ d'une ligne de ferry régulière entre l’Écosse continentale et Burwick, dans les Orcades.
Le nom du village provient de Jan de Groot, un Hollandais qui finança le ferry entre le territoire écossais et les Orcades. Le "o" minuscule ainsi que le second espace proviennent du fait que "o' " est une contraction de "of" et n'est pas attaché au nom, comme dans le cas des noms irlandais.
Administrativement, il dépend de la paroisse de Canisbay, un village situé un peu plus au sud-ouest.